# Fighting with My Family
Fighting with My Family (titulada: Luchando con mi familia en Hispanoamérica y Peleando en familia en España) es una película biográfica y comedia dramática, estrenada en 2019, basada en el documental de 2012, The Wrestlers: Fighting with My Family, dirigida por Max Fisher, y que cuenta la historia de la ex luchadora profesional de la WWE, Paige. Es dirigida y escrita por Stephen Merchant, con Dwayne Johnson produciendo ejecutivamente y además apareciendo en la película.

## Argumento
En 2002, en Norwich, Inglaterra, Reino Unido, Zak Bevis, de doce años, está absorto en el evento de pago por evento King of the Ring de la WWF (ahora WWE) hasta que su hermana menor Saraya cambia el canal a su programa favorito, Charmed. Los hermanos luchan, impulsados por sus padres Rick y Julia. Rick reserva a los niños para su primer combate de lucha libre en el que Saraya, inicialmente reacia a luchar con un niño, continúa ganando según lo planeado. 
A los 18 años, compitiendo bajo el nombre de anillo "Britani Knight", Saraya y su hermano "Zak Zodiac" ayudan a sus padres a entrenar a posibles luchadores mientras trabajan para su propia promoción, la World Association of Wrestling (WAW). Rick y Julia, que luchan financieramente, le piden al entrenador de WWE Hutch Morgan que firme a los hermanos. Finalmente acepta una prueba para NXT antes de una grabación de SmackDown en The O2 Arena, y le dice a Saraya que busque un nombre diferente ya que ya tienen un Britani. Los hermanos reciben consejos de Dwayne "The Rock" Johnson, y Saraya adopta el nombre de "Paige", proveniente de su personaje favorito en Charmed.
Los dos prueban con varios otros luchadores y Morgan los menosprecia. Finalmente, Morgan elige a Paige sobre el resto, a pesar del intento de ella de que Zak firme también. Con el aliento de su hermano, Paige se va a Estados Unidos mientras Zak continúa luchando en el circuito independiente británico, ayudando a la escuela de lucha de sus padres y atendiendo a su novia Courtney y a su hijo recién nacido.
Al llegar a NXT, en Florida, Paige tiene dificultades para adaptarse al estilo de entretenimiento de la WWE: principalmente, la ausencia de competencia intergénero y la inexperiencia de sus compañeras aprendices Jeri-Lynn, Kirsten y Maddison. Paige lucha con la realización de promociones y el desprecio constante de Morgan. Morgan le deja claro a Zak que nunca será firmado con WWE, y Zak cae en una depresión. Paige descubre que sus padres están vendiendo mercancías de su semejanza sin su permiso y la han reservado en una lucha contra Zak programado para su descanso de Navidad. 
En un evento en vivo de NXT y su debut en el ring, Paige es interrumpida por la multitud y se congela, dejando el ring llorando. Ella decide decolorar su cabello rubio y broncearse para parecerse más a sus compañeros aprendices, lo que solo causa más fricción entre ellas. Después de reprobar una carrera de obstáculos, Paige arremete contra los aprendices por cotillear sobre ella cuando en realidad estaban discutiendo sobre Kirsten, quien ha estado lejos de su hija para darle una vida mejor. 
Morgan le dice a Paige que el futuro de su hermano en la WWE solo habría sido como una mejora del talento y la firma habría arruinado su vida, lo que implica que le hizo lo mismo. Morgan alienta a Paige a renunciar y regresar con su familia para una vida más feliz. Ella viaja a casa para las vacaciones de Navidad. Justo antes del partido contra su hermano, Paige le dice a Zak que se va de la WWE. Enojado porque ella está renunciando al sueño que él no logró, Zak se sale del guion, derrota a Paige y luego les dice a sus padres que planea abandonar, devastando a Ricky. Después de que la familia encuentra a Zak en una pelea de borrachos, Paige admite que Morgan se negó a firmar con Zak para protegerlo y que necesita concentrarse en lo que es importante en la vida; su familia y entrenando a niños que lo admiran. Paige cambia de opinión después de que Zak la regaña por renunciar a su sueño compartido, y ella regresa a Florida, reanudando su color de cabello y tono de piel originales.
Ella mejora drásticamente el entrenamiento, se hace amigo y alienta a sus compañeros aprendices. Zak vuelve a entrenar a los alumnos de sus padres. Morgan trae a los aprendices a WrestleMania, donde Paige está reservada en una suite con The Rock y descubre que hará su debut en WWE Raw la noche siguiente contra la Campeona de Divas AJ Lee, según lo recomendado por Morgan. Paige hace su debut en Raw y nuevamente se congela, pero Lee comienza la lucha e inesperadamente pone en juego el Campeonato de Divas. Con su familia mirando en la televisión, Paige gana la lucha y el título, finalmente lo suficientemente cómoda como para decir una promo, "¡Esta es mi casa!". 
Un epílogo explica que Paige sigue siendo la Campeona de las Divas más joven y fue una de las primeras líderes en la Revolución Femenina en curso, que una de las aprendices de Zak, que era ciega, se convirtió en luchadora y se burla de la carrera cinematográfica de The Rock y Rick vende acciones en la familia. negocio. Los créditos de cierre incluyen imágenes del documental de la familia de 2012 y la lucha de debut de Paige.

## Reparto
- Florence Pugh como Saraya "Paige" Bevis.
  - Tori Ellen Ross interpreta a la joven Paige.
- Lena Headey como Julia "Sweet Saraya" Bevis.
- Nick Frost como Patrick "Rowdy Ricky Knight" Bevis.
- Jack Lowden como Zak "Zodiac" Bevis.
- Vince Vaughn como Hutch Morgan.
- Dwayne "The Rock" Johnson como él mismo.
- James Burrows como Roy Knight.
- Hannah Rae como Courtney.
- Thea Trinidad "Zelina Vega"  como April "AJ Lee" Méndez.
- Kim Matula como Jeri-Lynn.
- Aqueela Zoll como Kirsten.
- Ellie Gonsalves como Madison.
- Stephen Merchant como Hugh.
- Julia Davis como Daphne.

Además, los luchadores de WWE Big Show, Sheamus y The Miz aparecen como ellos mismos, mientras que un actor sin acreditar interpretó a John Cena. Michael Cole, Jerry Lawler y John Layfield proporcionan comentarios sobre la lucha de Paige contra AJ Lee. Varios otros luchadores de la WWE (incluido el propio Cena), así como la verdadera familia Knight, aparecen en imágenes de archivo a lo largo de la película.

## Producción
El 7 de febrero de 2017, The Hollywood Reporter informó que Dwayne Johnson y Stephen Merchant se habían asociado con WWE Studios y Film4 para producir una película basada en la vida de Saraya "Paige" Bevis, una luchadora profesional de la WWE. Merchant escribiría y dirigiría la película, mientras que Johnson haría un cameo en la película y en la producción ejecutiva. En los días posteriores al anuncio, se reveló el elenco principal: Florence Pugh como Saraya, Jack Lowden como el hermano de Saraya, Zak, y Lena Headey y Nick Frost como sus padres. Metro-Goldwyn-Mayer adquirió los derechos de distribución el 10 de febrero por 17,5 millones de dólares. El 14 de febrero, Johnson anunció que Vince Vaughn había sido elegido, y la filmación comenzaría al día siguiente. Las escenas en el ring se filmaron después de WWE Raw el 20 de febrero en el Staples Center de Los Ángeles. La filmación también tuvo lugar alrededor de Bracknell, específicamente el área de Harmans Water, Norwich, Inglaterra, con ubicaciones alrededor de la ciudad utilizadas en la película, así como la ciudad costera de Great Yarmouth.
Al igual que muchas películas biográficas respaldadas por Hollywood, la película se tomó varias libertades con el viaje de Paige con la WWE. El tiempo de Paige en NXT se mantuvo mínimo sin mencionar su reinado como Campeona Femenina de NXT, y varios personajes fueron ficticios, incluido Hutch Morgan. Además, Paige había fallado previamente en una prueba de WWE antes de tener éxito en otra. El propio Johnson nunca conoció a Paige (ni a ninguno de la familia Bevis/Knight) hasta que vio el documental original en 2012, que contradice la representación de la película de Johnson conociendo a Paige y Zak detrás del escenario de un evento de la WWE en Inglaterra; Johnson mismo acababa de regresar a WWE en 2011 después de una ausencia de siete años cuando Paige firmó con WWE en abril de 2011.

## Estreno
Fighting with My Family se estrenó en el Festival de Cine de Sundance 2019 el 28 de enero. Se estrenó en los Estados Unidos el 14 de febrero de 2019, en cuatro salas de cine en Los Ángeles y Nueva York, y se expandió a un lanzamiento amplio el 22 de febrero de 2019. Se estrenó el 27 de febrero de 2019 en el Reino Unido.

## Recepción
Fighting with My Family recibió reseñas generalmente positivas de parte de la crítica y de la audiencia. En el sitio web Rotten Tomatoes, la película posee una aprobación de 93 %, basada en 246 reseñas, con una calificación de 7.2/10, y con un consenso crítico que dice: "Al igual que el deporte que celebra, Fighting with My Family supera los clichés con una potente combinación de energía y actuación comprometida que debería dejar al público animado." De parte de la audiencia tiene una aprobación de 86 %, basada en más de 5000 votos, con una calificación de 4.2/5.
El sitio web Metacritic le dio a la película una puntuación de 68 de 100, basada en 38 reseñas, indicando "reseñas generalmente favorables". Las audiencias encuestadas por CinemaScore le otorgaron a la película una "A-" en una escala de A+ a F, mientras que en el sitio IMDb los usuarios le asignaron una calificación de 7.2/10, sobre la base de 81 995 votos. En la página web FilmAffinity la cinta tiene una calificación de 6.1/10, basada en 3062 votos.